# 高翔 (热能工程专家)
高翔 (1968年10月—)，浙江杭州人，中共党员、曾任浙江大学能源工程学院院长、教授，研究领域为能源与环境。任中华人民共和国教育部2009年度"长江学者"特聘教授，2021年当选为中国工程院院士。
2023年7月，任浙江工业大学校长。

## 简历
1986年考入浙江大学，从本科读到博士毕业，研究生导师是能源工程专家岑可法院士，毕业后留校任教。